# Rio Arauá (vattendrag i Brasilien, Amazonas, lat -4,10, long -63,62)
Rio Arauá är ett vattendrag i Brasilien.   Det ligger i delstaten Amazonas, i den nordvästra delen av landet, 2 200 km nordväst om huvudstaden Brasília.
I omgivningarna runt Rio Arauá växer i huvudsak städsegrön lövskog. Trakten runt Rio Arauá är nära nog obefolkad, med mindre än två invånare per kvadratkilometer.